# Kościół św. Marcina w Altdorfie
Kościół św. Marcina w Altdorfie – rzymskokatolicka świątynia parafialna, znajdująca się w mieście Altdorf w Szwajcarii.
Świątynia została zbudowana w latach 1602–1606. Kościół spłonął w 1799, odbudowano go trzy lata później w stylu klasycystycznym, lecz na fundamentach starego kościoła.
W kościele znajduje się 600 miejsc siedzących.

## Galeria

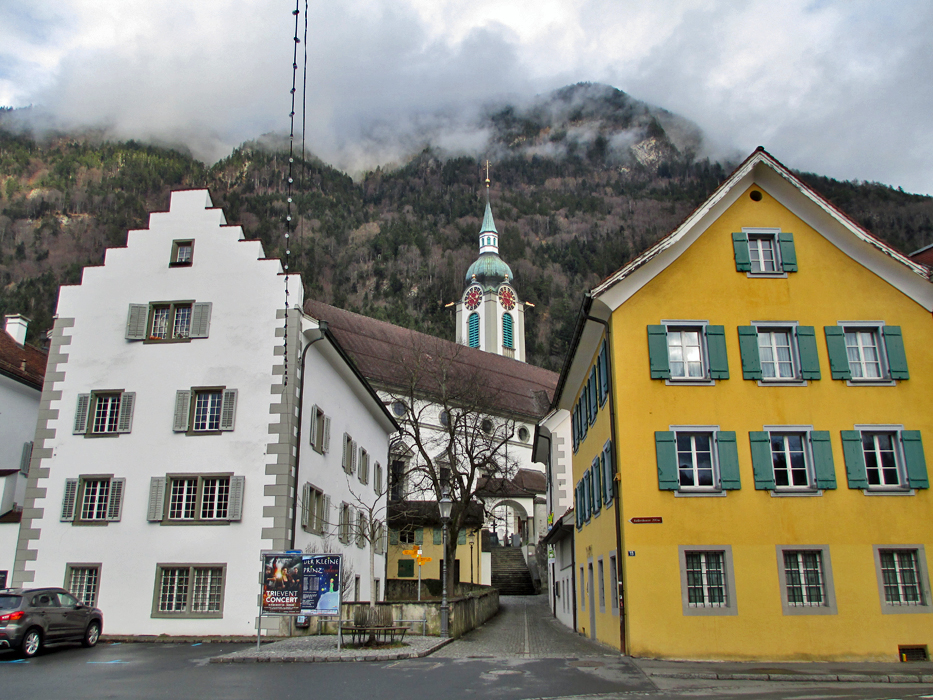
Widok z daleka
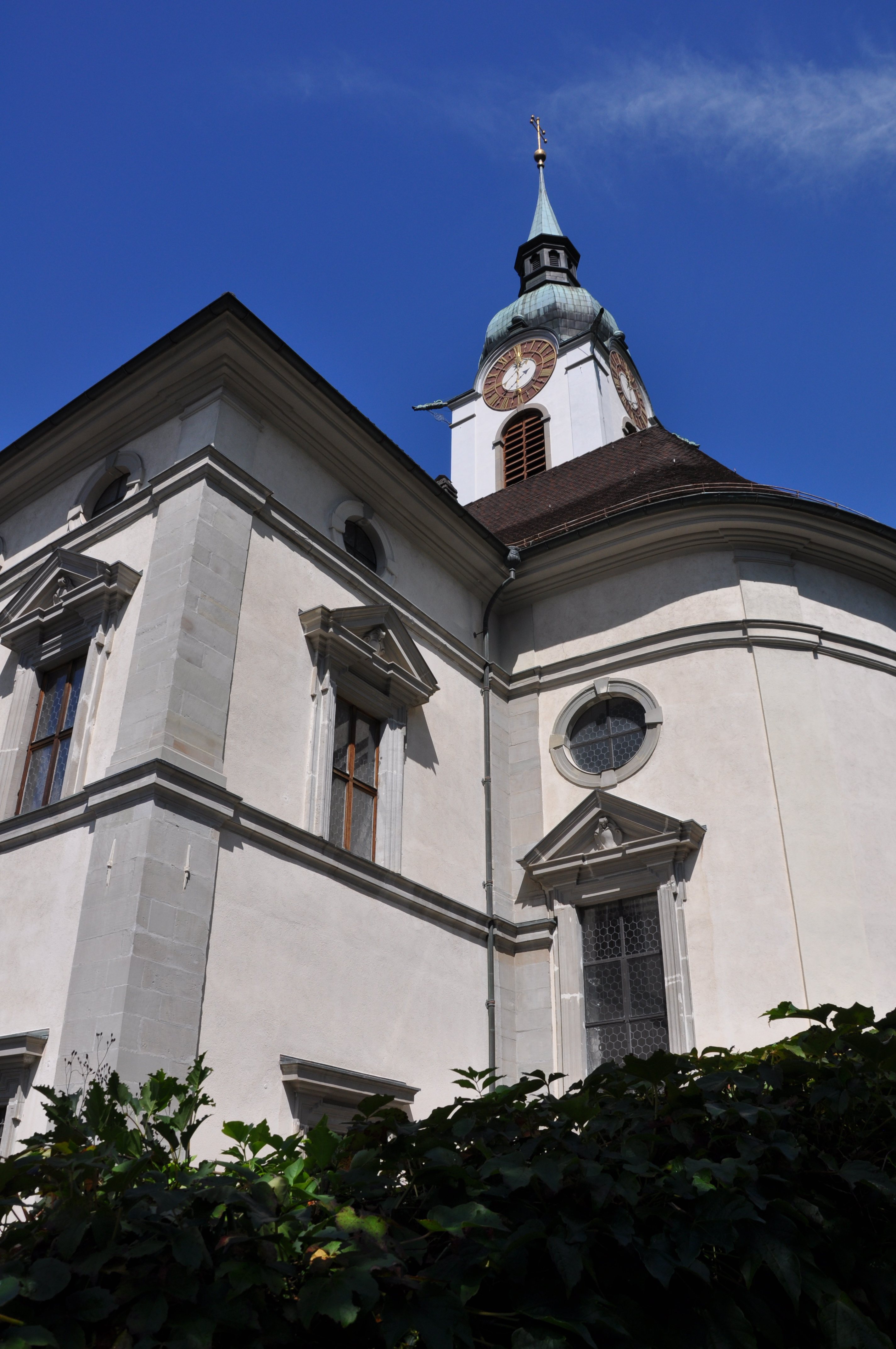
Widok z bliska
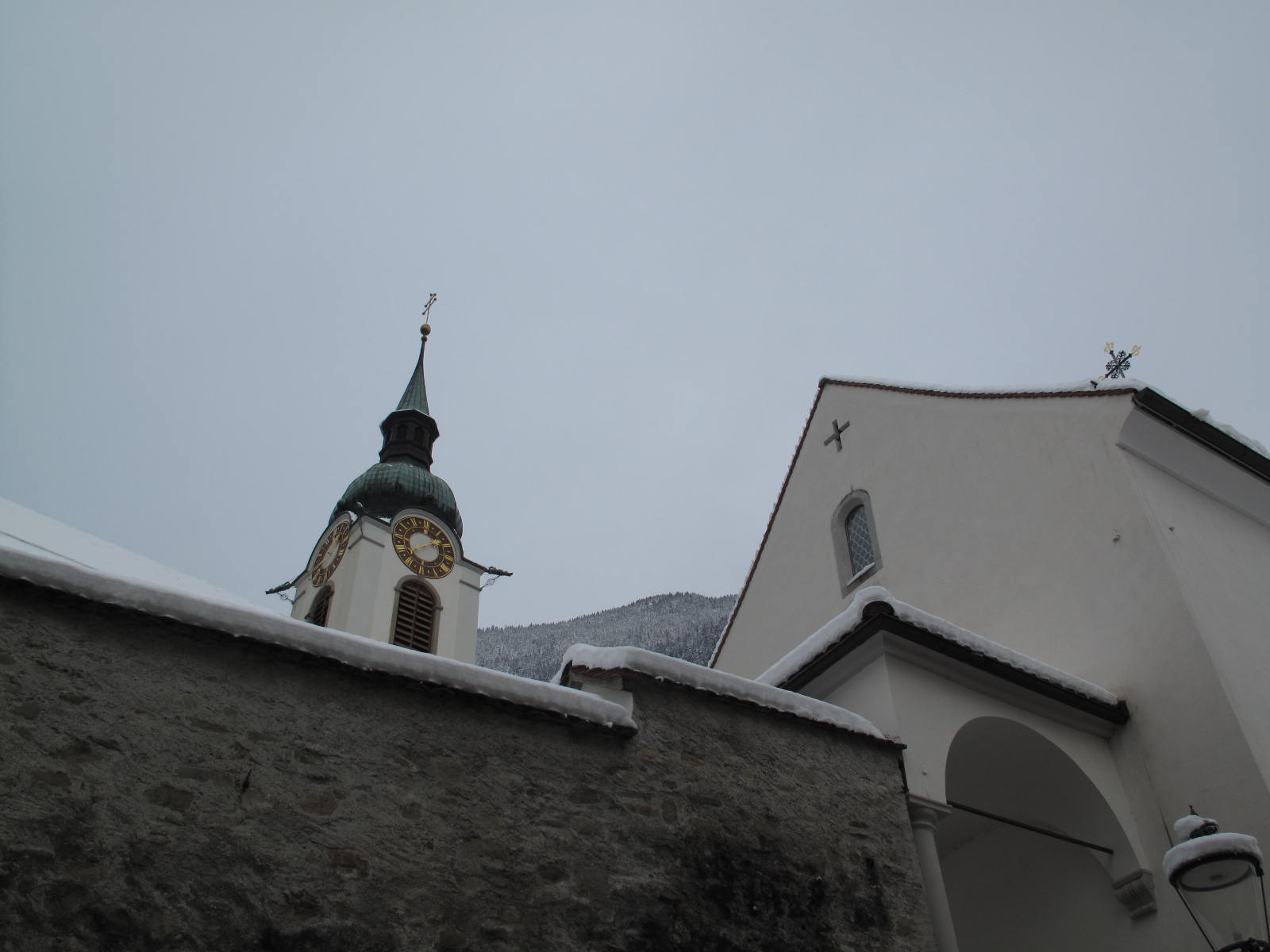
Widok na wieżę
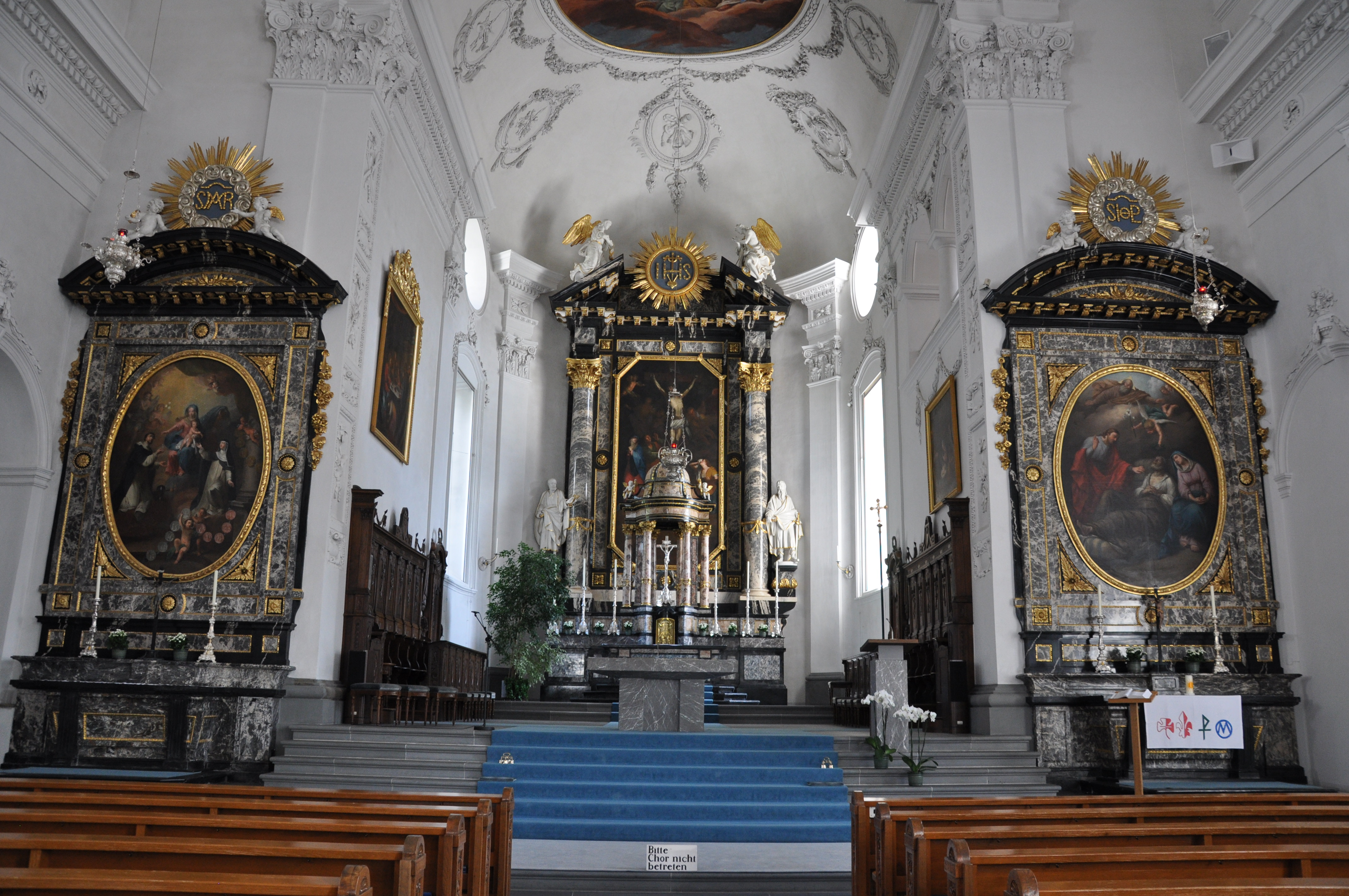
Ołtarz główny
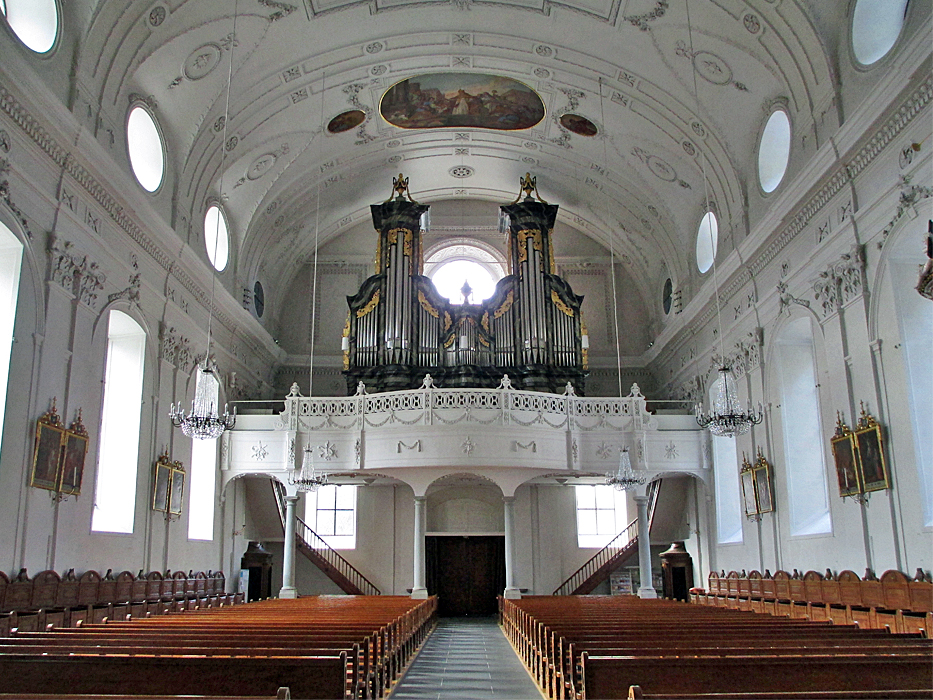
Ograny